# Helgi Hálfdánarson
Helgi Hálfdánarson (født 19. august 1826 i Eyjafirði, død 2. januar 1894 i Reykjavík) var en islandsk teolog og salmedigter.

## Liv og gerning
Hans forældre var Halfdan Einarsson (født 1801, død 1865), den sidste dekan i Eyri i Skutulsfjörður og hans første kone Álfheiður Jónsdóttir (født 1794, død 1833), datter af præsten i Möðrufell.
Han blev student fra Reykjavik Latinskole i 1848, cand.theol. ved Københavns Universitet i 1854 og viet til præst i 1855. Han fik ansættelse i Kjalarnesþing, fra 1858 i Álftanes. I 1867 ansattes han som 1. docent ved præsteskolen i Reykjavik, hvor han fra 1885 virkede som skolens forstander og lector theologiæ indtil sin død.
Helgi var også parlamentsmedlem for Vestmannaøerne fra 1869 til 1876.
Som teolog hørte han nærmest til den højkirkelige retning.
Han var gift med Thorhild Tómasdóttir.

## Forfatterskab
Han var salmedigter og teologisk forfatter af stor betydning for Island i det 19. århundrede.

### Salmer
Han udgav sit første arbejde i 1873, et lille bind med salmer oversatte fra forskellige sprog: "Sálmar útlagðir úr ýmsum málum".
Hans hovedarbejde som salmedigter er imidlertid hans andel i den ny islandske salmebog fra 1886, der blev udarbejdet af en i 1878 nedsat kommission, hvis formand han var. Af salmebogens 650 salmer skyldes over 200 ham, heraf var de 66 originale. Hans Salmer udmærker sig mere ved forfatterens stærke tro og klare sprog end ved poetisk rigdom.

### Skrifter
Af hans skrifter bør særlig nævnes hans lærebog til brug ved religionsundervisningen: "Kristilegur barnalærdómur", oprindelig udgivet i 1877, senere udkom flere oplag, der fuldstændig fortrængte de tidligere benyttede lærebøger. Endvidere skrev han en almindelig kirkehistorie, hvoraf dog kun 1. bind blev færdigt: "Saga fornkirkjunnar" [1883—96]), og en kristelig etik, der dog først udkom efter hans død: "Kristileg siðfræði eptir lúterskri kenningu" [1895])